# Jan van Noord
Jan van Noord (Hoogeveen, 2 maart 1930 - Dwingeloo, 9 april 2000) was een Nederlands politicus voor de ARP en het CDA.
Van Noord begon zijn politieke carrière in 1966, toen hij lid werd van de gemeenteraad van Dwingeloo. In 1970 werd hij lid van de Provinciale Staten van Drenthe voor de ARP. Vanaf 1974 was hij fractievoorzitter. Ook toen zijn partij opging in het CDA behield hij deze functie, tot zijn vertrek uit de Provinciale Staten in 1982.
Vanaf 10 juni 1981 tot 17 mei 1994 was Van Noord lid van de Tweede Kamer. Hij was gedurende deze gehele periode landbouwwoordvoerder voor zijn partij. Verder hield hij zich bezig met onder meer ruimtelijke ordening en volkshuisvesting. Samen met het PvdA-Kamerlid Rob Tazelaar bracht hij in 1983 een initiatiefwet tot stand over de minimumhokruimte voor legkippen.
- Biografisch Portaal: 32951246
- Parlement.com: vg09llmre9i9